# Jacob Joussen
Jacob Joussen (* 1971 in Duisburg) ist ein deutscher Rechtswissenschaftler.

## Leben
Joussen wurde 1971 als Sohn von Peter Joussen (1933–2014), eines Justiziars des Unternehmens Thyssen AG (später Thyssen Industrie) und dessen Ehefrau Elma, geb. Flüge, in Duisburg geboren und hat drei Geschwister, darunter der Manager Friedrich Joussen.
1990 absolvierte er sein Abitur am Landfermann-Gymnasium in Duisburg. Er studierte zunächst von 1990 bis 1992 Latein, römisch-katholische Theologie und Geschichte an der Albert-Ludwigs-Universität Freiburg. 1993 wechselte er zu einem Studium der Rechtswissenschaften an der Westfälischen Wilhelms-Universität Münster. Von 1999 bis 2001 absolvierte er das Rechtsreferendariat am Landgericht Bochum.
Von 2006 bis 2010 war Joussen Universitätsprofessor an der Friedrich-Schiller-Universität Jena. Als Hochschullehrer unterrichtet Joussen seit 2010 an der Ruhr-Universität Bochum mit Schwerpunkt im weltlichen und kirchlichen Arbeitsrecht sowie Sozialrecht. 2018 lehnte er einen Ruf an die Universität Potsdam ab. Als Presbyter mit den Schwerpunkten Personal sowie Theologie und Liturgie, ist Joussen Mitglied der evangelischen Kirche, zu der er von der römisch-katholischen Kirche übergetreten ist. Am 9. November 2015 wurde Joussen für sechs Jahre in den Rat der EKD als Mitglied gewählt. und 2021 wiedergewählt. Er ist von dort aus Mitglied u. a. im Aufsichtsrat des EWDE (Evangelisches Werk für Diakonie und Entwicklung), im Kontaktgesprächskreis zwischen EKD und katholischer Bischofskonferenz, der Europakommission und des Beirats des Referats für Chancengerechtigkeit der EKD. Im August 2024 kündigte Joussen an, sein Ratsmandat zum 10. November 2024 niederzulegen  dafür gab er primär persönliche und berufliche Gründe an, kritisierte aber zugleich auch die aus seiner Sicht zu zögerliche Aufarbeitung sexualisierter Gewalt in den evangelischen Kirchen. Zwar werde viel getan, aber die „Beharrungskräfte“ seien zu groß. Joussen forderte in dem Zusammenhang, die Aufarbeitung müsse externalisiert werden, weil eine Institution wie die Kirche ihre eigene Aufarbeitung nicht leisten könne  
Seit dem 1. August 2018 ist Joussen Gründungsdirektor des in Deutschland einmaligen „Instituts für Kirchliches Arbeitsrecht“ an der Ruhr-Universität Bochum.
Joussen ist (verpartnert seit 2013) verheiratet mit dem Journalisten Frank Vollmer, der als Politikredakteur bei der Rheinischen Post arbeitet, und wohnt mit ihm in Düsseldorf.

## Veröffentlichungen (Auswahl)
- Einführung in die Rechtsvergleichung, Übersetzung des italienischen Werkes „Introduzione al diritto comparato“ von Rodolfo Sacco, Baden-Baden 2001
- Berufs- und Arbeitsrecht für Diplompsychologen, Göttingen 2004
- Schuldrecht I –  Allgemeiner Teil, Lehrbuch, Verlag Kohlhammer, Stuttgart 2008, 2. Auflage 2013, 3. Auflage 2015, 4. Auflage 2017, 5. Auflage 2018
- Mediation im Arbeitsrecht. Tagung vom 24./25. April 2009 (zusammen mit Hannes Unberath), München 2009
- Das Arbeits- und Tarifrecht der Evangelischen Kirche (zusammen mit Detlev Fey und Marc-Oliver Steuernagel), München 2012
- Winfried Boecken, Jacob Joussen: Teilzeit- und Befristungsgesetz. Handkommentar. 6. Auflage. Nomos, Baden-Baden 2019, ISBN 978-3-8487-5669-8.
- Dirk H. Dau, Franz Josef Düwell, Jacob Joussen, Steffen Luik (Hrsg.): Sozialgesetzbuch IX. Rehabilitation und Teilhabe von Menschen mit Behinderungen. SGB IX, BTHG, SchwbVWO, BGG. Lehr- und Praxiskommentar (LPK-SGB IX). 6. Auflage. Nomos, Baden-Baden 2022, ISBN 978-3-8487-6360-3 (2615 S.).